# Тріо з Бельвіля
Тріо з Бельвіля — повнометражний анімаційний фільм (2003), створений французом канадського походження Сільвеном Шоме. Фільм було номіновано на «Оскар» за найкращий анімаційний повнометражний фільм, отримав премію Спільноти кінокритиків Нью-Йорка, отримав Золоту зірку французького кіно, отримав премію «Джині», отримав премію «Люм'єр», номіновано на премію BAFTA, номіновано на премію Сезар, номіновано на премію Незалежний дух.
Український переклад зробила Студія «Омікрон» на замовлення Гуртом..

## Сюжет
Дія мультфільму розгортаються між 1959 і 1969 роками (час дії можна приблизно встановити за тим, що в одному з сюжетів на екрані телевізора з'являється вітання президента Французької республіки Шарля де Голля з нагоди початку велозмагань, а також демонструються фотографії батьків героя за 1937 р. і героя-підлітка за 1949 р.), головні герої — бабуся мадам Суза і її онук Чемпіон, якого вона тренує. «Трохи не встигнувши», виграти велогонку «Тур де Франс», Чемпіона з двома суперниками викрадають бандити.
У гонитві за онуком, бабуся на викраденому водному велосипеді-катамарані перетинає Атлантику і потрапляє в галасливий мегаполіс Бельвілль. Прототипом мегаполіса послужив, вочевидь, Нью-Йорк. Це зрозуміло хоча б з того, що, підпливаючи до берега, мадам Суза бачить огрядну Статую Свободи, яка замість смолоскипа тримає в руці морозиво, а замість скрижалі — гамбургер. Майже всі жителі Бельвілля мають ожиріння. Одні з небагатьох худих містян — три сестри-близнючки, колишні зірки мюзик-холу, відомі як «Тріо з Бельвіля», яких зустрічає мадам Суза. Сестри-близнючки допомагають їй звільнити Чемпіона з рабства в підпільному велосипедному тоталізаторі.